# Reign in Blood
Reign in Blood – trzeci album amerykańskiej thrashmetalowej grupy Slayer, wydany w 1986. 
Reign in Blood jest jedną z płyt definiujących brzmienie wschodzącej amerykańskiej sceny thrashmetalowej w połowie lat osiemdziesiątych, obok Master of Puppets Metalliki, Among the Living Anthrax i Peace Sells... but Who's Buying? Megadeth. Uważany za jeden z najważniejszych albumów w historii ekstremalnego metalu. Według słów recenzenta serwisu AllMusic Steve'a Hueya "niemal w pojedynkę zainspirował cały gatunek death metalu po amerykańskiej stronie Atlantyku".
W 1994 w Europie ukazała się pierwsza zremasterowana reedycja albumu z dwoma utworami bonusowymi (w Polsce w 1998). W kolejnych latach wydano następne reedycje. 

## Produkcja
Producentem płyty jest Rick Rubin, wcześniej znany ze współpracy z hiphopowymi zespołami Run-D.M.C. i LL Cool J. Współproducentem jest Andy Wallace, specjalista od miksowania dźwięku. Rubin wniósł ogromny wkład w ewolucję brzmienia zespołu. Przekonał muzyków, że nie potrzebują – jak na swej poprzedniej płycie Hell Awaits z 1985 – modnego wówczas pogłosu na gitarach i wokalu. Rezultatem był dźwięk "suchy jak kość i ciężki jak granit". Ta zmiana, zdaniem Rubina, od razu wyróżniła grupę spośród innych formacji z thrash metalowego podwórka. "To przypomina album koncertowy, dobrze nagrany w studiu. Slayer brzmiał jak nikt inny, album brzmi inaczej niż reszta metalowych albumów. Naprawdę stworzyli swój własny gatunek."

## Kontrowersje wokół wydania płyty
Utwór Angel of Death, skomponowany przez Jeffa Hannemana i z jego tekstem, stał się przyczyną kontrowersji i problemów zespołu z wydaniem albumu. Tekst utworu nawiązuje do postaci nazistowskiego zbrodniarza Josefa Mengele i opisuje pseudomedyczne eksperymenty na więźniach, których dopuszczał się w obozie koncentracyjnym w Auschwitz. W związku z tym pojawiły się zarzuty o brak szacunku dla ofiar holocaustu, a nawet o propagowanie nazizmu. Muzycy odpierali je oświadczając, że jedynie interesują się tym tematem i opisują go. 
Naciski wydawców na usunięcie utworu z materiału, spowodowały przesunięcie daty premiery albumu o trzy miesiące. Ostatecznie Angel of Death wszedł na płytę.

## Okładka
Okładkę zaprojektował Larry W. Carroll, artysta amerykański, który wcześniej tworzył odważne ilustracje polityczne m.in. dla The Village Voice i The New York Times.    
Warunkiem zespołu było umieszczenie na okładce głowy kozła, symbolu będącego w środowisku ekstremalnego metalu połowy lat osiemdziesiątych synonimem diabła. Motywy satanistyczne były powszechnie wykorzystywane w tekstach, na okładkach płyt i w wizerunkach wielu ówczesnych zespołów, np. Venom, Bathory czy Hellhammer.   
Figura kozła znalazła się w centralnej części ilustracji. Siedzi on na lektyce niesionej przez trzy zdeformowane postacie. Elementy i postacie wokół sceny centralnej są pomieszaniem wątków religijnych (np. figura Jezusa Chrystusa) z drastycznymi motywami rodem z najmroczniejszych kronik kryminalnych (odwrócone, bezgłowe ciało wbite na pal). Wizja artystyczna ma charakter bluźnierczej fantazji (jeden z mężczyzn ma na głowie rogi i mitrę biskupią, widać też u niego sterczące prącie). Inspirowana jest malarstwem religijnym późnego średniowiecza, w szczególności wizją sądu ostatecznego Hieronima Boscha.   
Ilustracja na okładce także wzbudziła kontrowersje, wytwórnia płytowa naciskała na jej zmianę. Sam zespół również nie był z niej początkowo zadowolony. Finalnie jednak pozostawiono ją. Z czasem stała się znakiem rozpoznawczym, nierozerwalnie związanym z muzyką i wizerunkiem grupy. Była m.in. wykorzystywana jako tło sceniczne podczas koncertów Slayera.    
W 2006 amerykański magazyn muzyczny Blender umieścił ją na liście dziesięciu najlepszych okładek albumów heavymetalowych wszech czasów.  
Larry W. Carroll jest autorem projektów okładek także kolejnych albumów Slayera: South of Heaven (1988), Seasons in the Abyss (1990) i Christ Illusion (2006).  

## Muzyka
Reign in Blood trwa niespełna 29 minut. Płytę otwiera Angel of Death, utwór rozpoczynający się rozdzierającym krzykiem Toma Arayi, po którym następuje wściekły muzyczny atak w tempie 210 uderzeń na minutę („Byliśmy młodzi, byliśmy głodni i chcieliśmy być szybsi niż wszyscy inni”). Płytę zamyka Raining Blood, jeden z najważniejszych utworów w repertuarze koncertowym zespołu. Utwór ten rozpoczyna się i kończy dźwiękiem potężnego grzmotu zwiastującego burzę, na końcu słyszalny jest też padający deszcz. Zastosowany w utworze riff stał się jednym z najsłynniejszych w historii thrash metalu. Oba wymienione utwory są najdłuższe na płycie, każdy trwa niespełna pięć minut. 
Poza nimi żadna z kompozycji nie przekracza długością trzech minut. Wszystkie odznaczają się jednak ogromną muzyczną gęstością, intensywnością, porażają brutalną energią. Niektóre szybkie utwory (Altar of Sacrifice, Reborn) wskazują powinowactwa z gatunkiem hardcore punk, jednak nowatorstwo realizacji dźwiękowej pozwoliło muzykom wyznaczyć własną drogę, osobny, nowatorski styl.
Brzmienie gitar w porównaniu z Hell Awaits jest masywniejsze i czystsze, riffy bardziej zwarte, zdyscyplinowane. Steve Huey nazywa nagrania "błyskawicznymi wybuchami agresji, które zmieniają tempo lub nastrój bez ostrzeżenia, tworząc chaotyczny, ledwo kontrolowany efekt". Zwraca też uwagę na "potworną, przerażającą sugestywność" muzyki, która "brzmi równie straszliwie jak przemoc opisana w tekstach". 
Partie solowe gitar są znacznie krótsze i mniej skupione na melodii. Kory Grow z magazynu Rolling Stone nazwał solówki Kerry'ego Kinga i Jeffa Hannemana "metalowym odpowiednikiem rozprysków farby Pollocka", zwracał też uwagę na ich "abstrakcyjno-ekspresjonistyczny" styl.
Równie intensywna jest praca sekcji rytmicznej, zwłaszcza perkusji. W zgodnej opinii krytyków niezwykle energetyczna, oszałamiająco szybka, ale uporządkowana gra Dave'a Lombardo jest kluczowym elementem sukcesu płyty. Wokal Toma Arayi chwilami brzmi, jakby artysta próbował wykrzyczeć jak najwięcej słów na jednym oddechu. Zmienia się jego tempo, zdarza się że z trudem nadąża za rozpędzonymi gitarami i perkusją, czasem trudno zrozumieć wykrzyczane słowa. Zabieg ten podnosi temperaturę utworów, wzmacnia ich brutalną ekspresję.

## Teksty
Teksty utworów poruszają typowy dla Slayera, a szerzej dla całego extreme metalu, zakres tematów: zło, przemoc, okrucieństwo, ból, śmierć, a także szaleństwo i religię. Oprócz Mengele (Angel of Death), w centrum zainteresowania umieszczone są postacie innych morderców. Piece by Piece opowiada o seryjnym zabójcy. Necrophobic porusza temat eksperymentów na ludziach i rozczłonkowania ciał. Altar of Sacrifice zawiera wątki satanistyczne: opisuje ofiarę, ubraną na biało dziewicę, na którą czeka przed ołtarzem kapłan wyposażony w sztylet oraz diabelską moc. Następujący po nim bez przerwy Jesus Saves jest krytyką chrześcijaństwa i służalczych postaw jego wyznawców.
Criminally Insane wraca do tematu seryjnych morderców – tym razem przestępca, złapany i uwięziony, planuje ucieczkę, by móc dalej zabijać. Reborn przedstawia perspektywę kobiety, czarownicy skazanej na śmierć na stosie, oczekującej na wyrok. Wierzy ona w odrodzenie po śmierci i przysięga zemstę swym oprawcom. Epidemic opisuje zarazę, która unicestwia ludzkość. Tekst zawiera krytykę społeczną, poruszając przyczynę epidemii: ubóstwo. Post Mortem to opis umierającego, powoli tracącego rozum i osuwającego się w obłęd. Finalny Raining Blood mówi o człowieku uwięzionym w czyśćcu, gdzie oczekuje na zemstę.

## Lista utworów[1]
| Nr  | Tytuł utworu                 | Słowa                     | Muzyka                    | Długość |
| --- | ---------------------------- | ------------------------- | ------------------------- | ------- |
| 1.  | „Angel of Death”             | Jeff Hanneman             | Jeff Hanneman             | 4:51    |
| 2.  | „Piece by Piece”             | Kerry King                | Kerry King                | 2:02    |
| 3.  | „Necrophobic”                | Jeff Hanneman, Kerry King | Jeff Hanneman, Kerry King | 1:41    |
| 4.  | „Altar of Sacrifice”         | Kerry King                | Jeff Hanneman             | 2:50    |
| 5.  | „Jesus Saves”                | Kerry King                | Jeff Hanneman, Kerry King | 2:55    |
| 6.  | „Criminally Insane”          | Jeff Hanneman, Kerry King | Jeff Hanneman, Kerry King | 2:22    |
| 7.  | „Reborn”                     | Kerry King                | Jeff Hanneman             | 2:12    |
| 8.  | „Epidemic”                   | Kerry King                | Jeff Hanneman, Kerry King | 2:23    |
| 9.  | „Postmortem”                 | Jeff Hanneman             | Jeff Hanneman             | 3:27    |
| 10. | „Raining Blood”              | Jeff Hanneman, Kerry King | Jeff Hanneman             | 4:16    |
| 11. | „Aggressive Perfector”       | Jeff Hanneman, Kerry King | Jeff Hanneman, Kerry King | 2:30    |
| 12. | „Criminally Insane” (remiks) | Jeff Hanneman, Kerry King | Jeff Hanneman, Kerry King | 3:17    |
|     |                              |                           |                           | 34:46   |

## Twórcy[1]

### Muzycy
- Tom Araya – gitara basowa, wokal
- Jeff Hanneman – gitara
- Kerry King – gitara
- Dave Lombardo – perkusja

### Producenci
- Rick Rubin – produkcja
- Andy Wallace – inżynieria dźwięku, miksowanie
- Howie Weinberg – mastering
- Larry Carroll – okładka

## Listy sprzedaży
Jest to pierwszy album thrashmetalowy, który znalazł się w zestawieniu Billboard 200, prezentującym dwieście najlepiej sprzedających się albumów muzycznych w Stanach Zjednoczonych (na miejscu 94.). W 1992, sześć lat po wydaniu, Reign in Blood osiągnęła w USA status złotej płyty (sprzedaż 500 tysięcy egzemplarzy).
| Lista           | Kraj              | Pozycja |
| --------------- | ----------------- | ------- |
| Billboard 200   | Stany Zjednoczone | 94      |
| UK Albums Chart | Wielka Brytania   | 47      |

W 2017 Rolling Stone zaprezentował listę stu najlepszych albumów metalowych wszech czasów. Płyta zajęła w nim szóste miejsce, choć nie jest to jedyny album Slayera w tym zestawieniu.